# Ostéocalcine
L'ostéocalcine est une hormone protéique (protéine non-collagène) spécifique des tissus osseux. Son gène est le BGLAP situé sur le chromosome 1 humain.
Cette hormone trouvée dans l'os et dans la dentine est sécrétée par les ostéoblastes. Elle favorise la fixation du calcium à la substance fondamentale. En médecine clinique, c'est un marqueur majeur de la formation osseuse, avec la phosphatase alcaline.

## Métabolisme
L'ostéocalcine sous-carboxylé interviendrait dans le métabolisme énergétique de plusieurs manières : 
- en activant la prolifération des cellules sécrétrices d'insuline (les cellules "béta" de l'îlot de Langerhans du pancréas endocrine) ;
- en augmentant la sensibilité des cellules cibles de l'insuline, permettant de contrecarrer l'insulinorésistance touchant les diabétiques de type 2.

L'ostéocalcine pourrait, à l'avenir, jouer un rôle majeur dans la lutte contre le diabète, en effet, bien que connu jusqu'à présent pour son rôle dans le remodelage du squelette.
L'ostéocalcine aurait un rôle dans la fertilité en agissant sur les taux de testostérone.

## Fonctions

### Inhibition des fonctions parasympathiques
Lors d'un stress l'absorption du glutamate est majorée dans les cellules osseuses. Celles-ci en réponse multiplient jusqu'à quatre fois la concentration d'ostéocalcine sanguine. Ce qui a comme effet d'inhiber en quelques minutes le systèmes parasympathique et donc d'amplifier proportionnellement les réactions du système autonome sympathique.